# Марепе
Марепе (порт.-браз. Marepe, настоящее имя — Маркос Реис Пеиксото (порт.-браз. Marcos Reis Peixoto); род. 1970[…], Санту-Антониу-ди-Жезус, Баия) — бразильский художник.

## Творчество
Марепе начал выставляться на национальном и международном уровне с начала 1990-х годов. В отличие от большинства современных бразильских художников, которые избрали Сан-Пауло и Рио-де-Жанейро, Марепе живёт и работает в родном городе. Его творчество находится в глубокой связи с местными традициями, обычаями и материалами (северо-восточный регион Бразилии преимущественно населён потомками чёрных рабов). Марепе часто использует реди-мейды и повседневные действия, его работы обрастают слоями смыслов и ассоциаций. Простые предметы повседневной жизни Бразилии — объекты большинства его работ и инсталляций, как, например, «The Itinerant Merchants» (1996) или «Cafezinho Pushcart» (1996).
Концепция социального взаимодействия, которая наметилась в ранних инсталляциях Марепе, выразилась более ярко в последующих работах. Для проекта «The Quiet in the Land: Everyday Life, Contemporary Art, and Project Axé» (2000) Марепе организовал серию семинаров с группой из двадцати четырёх детей. Результатом стала работа «Go and Return Necessaire» (2000), состоящая из нескольких простых объектов, как, например, сандалии из картона и две починенные при помощи детей машины для производства сахарной ваты. Машины присутствовали и в ранних работах Марепе как некие модели независимой, самодостаточной экономики, как и сахар, который был главным местным продуктом в Бразилии с колониальных времён. 27 сентября, в день святых-покровителей детей, Марепе произвёл большое количество сахарной ваты, которую привязал к пальмовым деревьям. В конце перформанса сладости были розданы детям и прохожим и только фотографии остались от события, которые были выставлены в дальнейшем как отдельная работа («Heavenly Sweets of San Antonio», 2001).
В 2002 Марепе создал инсталляцию в галерее, которая снова обратилась к местным предметам и традициям. Центральная работа инсталляции «Cuajú Tree with Cotton Snow» (2000), представляло мёртвое дерево, типичное для засушливой Байи, покрытое хлопком. Обернутое дерево — местная рождественская традиция. Другая работа «The Present of Presents» (2001), ряд маленьких, тщательно упакованных глиняных кубиков, уложенные вдоль стены галереи, также относится к ней.
Для Марепе изменение местоположения объектов — важный прием. В Veja Meu Bem (2007) созданной для турбинного зала Tate Modern, Марепе воссоздал атмосферу бразильской ярмарки аттракционов, установив настоящую карусель, добавив каскад засахаренных яблок, доступных публике как символы изобилия и желания. Эта инсталляция — кусочек Бразилии в Лондоне — перекликается с более ранним проектом, когда художник перенёс стену магазина из родного города на биеннале в Сан-Пауло. С переносом повседневных объектов в мир искусства, художник повторяет жест Дюшана, но также экстраполирует его, наполняя новым смыслом.

## Персональные выставки
- 2005 «vermelho — amarelo — verde — azul», Centre Pompidou, Paris, France
- 2004 «Marepe», Anton Kern Gallery, New York, USA
- 2003 «Marepe», Galeria Luisa Strina, São Paulo, Brazil
- 2000 Galeria Luisa Strina, São Paulo, Brazil
- 1995 «Casco De Cavalo», Galeria Acbeu, Salvador, Brazil
- 1994 «Tem Pasta, Se Costa? Não Nega Besta, Tem Bosta! Você Gosta? Mas Que Resposta, Seu Costa.», Restaurante Cia, Salvador, Brazil * 1992 «A Um Palmo Do Nariz», Universidade Federal Da Bahia, Salvador, Brazil
- 1990 «Espelho No Escuro», Centro Cultural Cruz Das Almas, Cruz Das Almas, Brazil